# Francisco Castillo Nájera

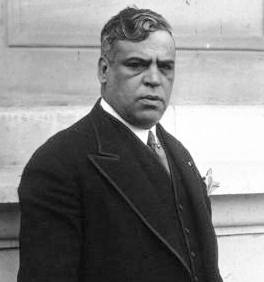
Francisco Castillo Nájera (1933)

Francisco Castillo Nájera (* 25. November 1886 in Durango; † 1950 in Mexiko-Stadt) war ein mexikanischer Arzt, Botschafter und von 1945 bis 1946 Außenminister.

## Leben
Francisco Castillo Nájera studierte Medizin an der UNAM. Sein Sohn war der Diplomat Francisco Castillo-Nájera Calvillo. Von 1918 bis 1919 leitete er eine Klinik Juárez de Victoria de Durango 1920 war er Direktor der medizinischen Schule der mexikanischen Armee. Von 1934 bis 1935 war saß er der Vollversammlung des Völkerbundes vor.
Am 15. April 1935 unterzeichnete er den Roerich-Pakt für die mexikanische Regierung. Von 30. Dezember 1922 bis 13. Februar 1925 war er Gesandten der mexikanischen Regierung bei der Regierung von China. Von 20. Februar 1935 bis 21. September 1945 war er Botschafter der mexikanischen Regierung bei den Regierungen der Vereinigten Staaten von Amerika. Francisco Castillo Nájera sprach 1946 auf der Vollversammlung der Vereinten Nationen in London. Er war an der mexikanischen Botschaft in Brüssel, Belgien akkreditiert. Von 1. Oktober 1945 bis 30. November 1946 leitete er als Außenminister die Secretaría de Relaciones Exteriores.
| Vorgänger                 | Amt                                                                          | Nachfolger                 |
| ------------------------- | ---------------------------------------------------------------------------- | -------------------------- |
| Salvador Martínez de Alva | Mexikanischer Botschafter in Tokio 14. April 1921 bis 26. August 1921        | Mario Gabucio              |
| Leopoldo Blázquez Margáin | Mexikanischer Botschafter in Peking 30. Dezember 1922 bis 13. Februar 1925   | Juan B. Saldaña            |
| Rafael Cabrera            | Mexikanischer Botschafter in Den Haag 13. August 1930 bis 13. September 1932 | Alfonso Cravioto           |
| Alfonso Castelló          | Mexikanischer Botschafter in Paris 16. März 1933 bis 1. Januar 1935          | Marte Rodolfo Gómez Segura |

| Vorgänger                                                  | Amt                                                                             | Nachfolger                       |
| ---------------------------------------------------------- | ------------------------------------------------------------------------------- | -------------------------------- |
| Javier Sánchez Mejorada                                    | Mexikanischer Botschafter in Wien 17. April 1934 bis 1. Januar 1935             | Marte R. Gómez Segura            |
| Rickard Sandler                                            | Vorsitzender der Generalversammlung des Völkerbundes 1934 bis 1935              | Edvard Beneš                     |
| Fernando González Roa (* 1880 in Guanajuato, Gto.; † 1936) | Mexikanischer Botschafter in Washington 20. Februar 1935 bis 21. September 1945 | Antonio Espinosa de los Monteros |
| Ernesto Hidalgo Ramírez                                    | Oficial Mayor de la Secretaría de Relaciones Exteriores von 1945 bis 1946       | Jaime Torres Bodet               |